# ウケウリ!!
『ウケウリ!!』（UKEURI!!）は、2010年4月2日から2011年9月30日まで、日本テレビで放送されていたショッピングバラエティ番組である。日テレ7の一社提供番組。
2010年10月1日からはMCを一新し、『ウケウリ!! 〜天野QC研究所』（ウケウリ!! あまのキューシーラボ）というタイトルで放送されていた。後番組は『パブステ正彦』（小原正子、彦摩呂出演）である。

## 内容

### 『ウケウリ!!』時代 (2010年4月 - 9月)
- 「目指せ!通販芸人キング」コーナーでは、これから話題になると予想されるヒット商品の卵を若手芸人が発掘し、プレゼンテーションを行う。審査員による点数（単位は「ホシー」）により、最高得点を獲得した芸人が通販芸人キングとなり、30秒の“ごほうび”（PRタイム）がもらえていた（最高得点が同点となった場合は、有吉の裁定に委ねられた。中にはホシーの点数に関わらず、有吉裁定で通販芸人キングが決まった回も出ていた）。
- 「商品開発コーナー」では、芸能人による商品開発に密着していた。
- 「ウケウリのオススメ」コーナーでは、視聴者プレゼントが行われていた。
- 前番組『夜明けのマルシェ』から引き継がれた形となった「新人王」企画では、グルメ発掘企画の「いろいろ新人王2010」、ラーメン限定で発掘する企画の「東京ラーメン新人王2010」が行われ、「いろいろ〜」では企画は『マルシェ』終了直前の2010年3月から始動し（放送は2010年5月14日から）、第1弾は山手線・大塚駅周辺、第2弾は巣鴨駅周辺で行われていた。それぞれ“新人王リポーター”たちがブログを更新して報告し、その更新回数ランキングは番組中で随時発表されていた。

### 『天野QC研究所』時代 (2010年10月 - 2011年9月)
- 芸人が「QCプレゼンター」として出演し、商品を紹介。
- 「どんなdonna」コーナー（2011年1月まで放送）では、企業の“マドンナ”を迎え、商品紹介を行っていた。

## 出演者

### MC
- 天野ひろゆき
- 平山あや

### 『ウケウリ!!』時代 (2010年4月 - 9月)
- 金子貴俊
- 有吉弘行
- 赤いプルトニウム

### その他
※いずれも『ウケウリ!!』時代。
- 山田メユミ（@cosme主宰 「通販芸人キング」審査員）
- 小椋ケンイチ（ヘアメイクアップアーティスト 準レギュラー）

### QCプレゼンター
※『ウケウリ!! 〜天野QC研究所』以降。
- モンキッキー
- HEY!たくちゃん
- ゆうぞう
- 麦芽
- 桜井ちひろ
- キャラメルクラッチ
- パシンペロン
- デコボコ団
- イナズマライン
- たかしひでき
- カーネリアン
- ☆まかりな☆

## 各企画出演者

### Denny'sマイパスタガールズtwitterバトル
- 原田まりる
- 鳥飼ゆかり
- 加藤沙耶香
- 吉木りさ
- 中村知世
- 滝川綾
2010年10月1日から放送。2人1組のチームを組み（原田&鳥飼＝「チームレッド」、加藤&吉木＝「チームホワイト」、中村&滝川＝「チームグリーン」）、デニーズのパスタ料理を食べた結果をtwitterでつぶやいていくという企画。つぶやき回数が最も多かったチームはデニーズのアニメ声優CM出演権がもらえるということになっている。

### 『ウケウリ!!』時代

#### カップラーメン販売促進PRチーム ｢ラーメンギャルズ｣
- 森下悠里（「通販芸人キング」審査員としても出演していた）
- 秋山莉奈
- 八幡かおる（ラーメンギャルズ リーダー）

#### いろいろ新人王2010
辛旨新人王2010
ブリッジマウンテン、井出小吉、デコボコ団
アイスクリーム新人王2010
小泉麻耶、米村美咲、小池唯、斉藤サトル
スイーツ新人王2010
ばうんど・大畑直也、ビックスモールン・チロ、山マウンテン、まぁこ
菓子パン・総菜パン新人王2010
桜井ちひろ、高橋工房、ばうんど・赤川直人、イナズマライン、花香芳秋
どんぶり新人王2010
東京バレリーナ、カーネリアン、あんたま、桜井ちひろ、山マウンテン

#### 東京ラーメン新人王2010
※「2009」から引き続いてのリポーターも多かった。
- HEY!たくちゃん、しゅく造め、連戦姉妹（→川村わかな）[1]、浦添ウインドゥ、口笛なるお、大輪教授、八幡かおる、グレゴリオ、惑星NO.3、ダイモン、横浜ヘテロ、大判小判、ヒットマン、マッキー、パニックパンチ
- （以下、2010年7月16日から新加入）竹内綾乃、島崎麻衣、田中はるか、今緒

#### 目指せ!通販芸人キング
5月7日まではキャッチコピー（カッコ内）が付いての出演（これ以降は省略）。太字は、その日の通販キングとなった芸人
- 4月2日 - 大輪教授（解読!笑いの因数分解）、麦芽（麦に芽が出た2人組）、キャラメルクラッチ（芸も見た目も強烈三人組）
- 4月9日 - 小林アナ（女子アナから芸人へ!）、トップリード（走れ!最前線）、火災報知器（響け!笑いのサイレン）
- 4月16日 - パシンペロン（叩いて舐めて）、パーティ内山（笑いを警護せよ!）、トリコロール（届け!三色の笑い）
- 4月23日 - マリア（笑いの聖母!?）、小林アナ、カーネリアン（輝け!笑いの原石）
- 4月30日 - 流れ星（笑いに願いを!）、麦芽、大輪教授（来たれ!笑いのゼミナール）
- 5月7日 - 東京タイツ（笑いのイラスト職人!）、八幡かおる（通販フォークシンガー）、六六三六（笑いの掛け算!）
- 5月14日 - マリア、小林アナ、カーネリアン
- 5月21日 - トップリード、麦芽、大輪教授
- 5月28日 - パーティ内山、小林アナ、まぁこ
- 6月4日 - 八幡かおる、カーネリアン、パシンペロン
- 6月11日 - 大輪教授、中嶋美年子
- 6月18日 - 麦芽、ビックスモールン
- 7月2日 - デコボコ団、連戦姉妹
- 7月9日 - たんぽぽ、まちだあきこ
- 7月16日 - イナズマライン、やさしい雨
- 7月23日[2] - パーティ内山、たんぽぽ
- 7月30日[3] - パシンペロン、クロンモロン
2010年8月13日と8月20日の2週に亘り、これまで出演の通販芸人からNo1を選ぶ「No1通販芸人決定戦スペシャル」を放送。ベスト5に選ばれた火災報知器、麦芽、トップリード、小林アナ、大輪教授の中から審査員の投票で麦芽がNo1通販芸人に選ばれ、「ウケウリ!!新レギュラー」のご褒美を獲得した。

#### Denny's ハンバーグハンターズ
- 喜屋武ちあき
- 原田まりる
- 京本有加
2010年7月23日から放送。それぞれ2人1組のチームを組み（喜屋武・パーティ内山＝「きゃんちチーム」、原田・カーネリアン海＝「まりるんチーム」、京本・カーネリアン畑＝「きょもチーム」）、デニーズのハンバーグを食べ歩いてtwitterでつぶやいていく企画。2010年8月20日放送で全409店舗を食べ歩いた結果が発表され、つぶやき回数が最も多かった「まりるんチーム」がデニーズスペシャルドラマ出演のご褒美を獲得した。なお、このドラマの監督を務めるのは岡安章介（ななめ45°）。

#### 缶つまレシピでtwitterバトル
- 奥浜レイラ
- ひでき（たかしひでき）
- 赤いプルトニウム
2010年8月13日から放送。缶詰で作るつまみのレシピを出し、twitterに投稿する企画。タレント3人に一般視聴者の投稿も加わり、賞金を目指して競っていく。

#### Tポイントバトル
2011年2月25日から放送。本番組とTポイントのコラボ企画で、イナズマラインとオレンジサンセットの芸人2組による、単独ライブ開催権を賭けた対決企画。Tポイントを多く貯めた方が勝ちで、「“番組ポイント”として新しいお店を利用すると100ポイント加算」「家族や知り合いにポイントをつけさせてもらうのはOK」「軍資金は1万円」というルールが付いた。イナズマラインは、天野ひろゆき、エネルギー、スパローズ、どぶろっく、オレンジサンセットは井戸田潤（スピードワゴン）、磁石、末高斗夢とそれぞれの事務所の先輩芸人の協力を得ながらポイントを貯めていた結果、オレンジサンセットの勝ちと決まり、2011年4月1日深夜にオレンジサンセットの“単独ライブ”が放送された。

## ゲスト出演

### 『ウケウリ!!』時代
- ほしのあき（4月2日、4月16日）
- 田中義剛（4月2日、6月25日）
- まぁこ（4月9日、5月6日、8月20日）
- 松崎しげる（4月23日 - ）
- 冨田リカ（主婦モデル 4月23日 - ）
- 市川春猿（5月6日）
- 荻原博子（経済ジャーナリスト 5月28日）
- 森下千里（5月28日）
- 大島麻衣（6月11日、6月18日、7月2日、7月30日）
- 朝倉匠子（7月9日）
- 上原さくら（7月9日、7月16日）
- 品田英雄（7月23日、8月13日、8月20日）
- 日テレジェニック2010（木村好珠、浅倉結希、内田理央、中村知世、伊藤れいこ　7月23日、8月13日、8月20日）

### 『天野QC研究所』時代
- スザンヌ（2010年10月）
- 川村ゆきえ（2011年1月21日）
- 中山エミリ（2011年1月28日）
- 林マヤ
- 福島和可菜（2011年4月29日）
- サンキュータツオ（米粒写経）（2011年4月29日）
- アナログタロウ（2011年4月29日）

## スタッフ
- ナレーター：上田まりえ
- 構成：岡澤隆、荒井健介
- プロデューサー：井田雅子、山王丸和恵
- 総合演出：高木章雄
- チーフプロデューサー：宇井野猛
- 企画協力：日テレ7
- 制作協力：AX-ON、コスモ・スペース
- 製作著作：日本テレビ